# 耶县
耶县，缅甸孟邦下辖的一个县。耶城是县治。

## 历史沿革
2022年4月30日，缅甸政府以毛淡棉县耶镇区新设耶县。

## 行政区划
耶县下辖1镇区：
- 耶镇区（Ye Township）